# Cerreto Grue
Cerreto Grue là một đô thị ở tỉnh Alessandria trong vùng Piedmont của Italia, có vị trí cách khoảng 100 km về phía đông của Torino và khoảng 25 km về phía đông nam của Alessandria. Tại thời điểm ngày 31 tháng 12 năm 2004, đô thị này có dân số 346 người và diện tích là 4,8 km².
Cerreto Grue giáp các đô thị: Costa Vescovato, Montegioco, Sarezzano, và Villaromagnano.